# 久津輪敏郎
久津輪 敏郎（くつわ としろう、1941年8月21日 - ）は、日本の電子工学者。大阪工業大学名誉教授、電子クラブ第4代会長。工学博士（大阪府立大学）。電子情報通信学会関西支部元評議員。元高度情報化技術研究会会長。元 CAD・CG研究会副会長。元プリント回路学会査読委員。   
専門は、ディジタル回路設計・論理回路、CADシステム、SoC・高速演算。

## 経歴
1966年大阪工業大学工学部電子工学科卒業。1973年大阪府立大学（現在の大阪公立大学）大学院工学研究科電子工学専攻博士課程修了、工学博士（大阪府立大学）。大阪工業大学工学部電子工学科助手、助教授を経て、1984年同学科教授。2002年同学部電子情報通信工学科教授、図書館長。大阪工業大学工学部（電子工学科・電子情報通信工学科）にて30年以上の長きに渡り教鞭を執った。大阪工業大学電子クラブ第4代会長も務め、2007年同大学名誉教授。2020年瑞宝小綬章を受章。
主な所属学会は、電子情報通信学会、IEEE、高度情報化技術研究会、CAD・CG研究会、プリント回路学会など。主な受賞は、日本設計工学会論文賞（1998）、ソフトウェアコンファレンス優秀賞（1992）など。 
主な著書は、「基礎教育・コンピュータ設計・製図, 第2巻-CADの実際」（共著、共立出版1987、学術書）、「論理回路工学」（共著、共立出版1994、学術書）、「ディジタル回路設計」（共著、共立出版1997、学術書）など。

## 主な研究
- ニューロンMOSFETによる電子回路設計
- 電子デバイス・電子機器の設計支援システムの研究
- ハードウェア記述言語によるLSIの設計と試作
- システムレベル設計手法、ハードウェア・ソフトウェア協調設計およびFPGAへの実装と評価
- 音声認識技術を用いたLSI設計環境の構築